# Alexej Pellijeff
Feodor Hjalmar Alexej Pellijeff, född 13 november 1920 i Jukkasjärvi församling, Kiruna, Norrbottens län, död 17 mars 2003 i Skarpnäcks församling, Stockholm
, var en svensk ämbetsman och direktör. 
Alexej Pellijeff, som var prästson, avlade studentexamen i Haparanda 1940 och studerade vid Stockholms högskola 1944–1946. Han var amanuens och aktuarie vid professor Sten Wahlunds ekonomiska utredningsarbeten (bland annat för Statens tobaksnämnd) 1946–1956 och blev konsult för Svenska Vägföreningen 1949. Pellijeff blev ombudsman för Svenska Omnibusägareförbundet 1954 och var dess verkställande direktör 1957–1964. Han var Bilprovningens förste VD 1964–1985.
Alexej Pellijeff innehade en rad uppdrag inom trafikens område. Han var ledamot av Buss- och taxivärderingsnämnden 1970–1990, Fraktbidragsnämnden 1971–1979, Nämnden för trafiksäkerhet 1974–1980 (ordförande från 1977), Kilometerskattenämnden 1972–1979, Bussbidragsnämnden 1973–1979, Rådet för provning, kontroll och legal metrologi 1973–1983, styrelseledamot i Statens anläggningsprovning  1975–1990, Transportrådet 1980–1988, ordförande i Transportnämnden 1979–1980, styrelseledamot för Statens provningsanstalt 1982–1989 (ordförande från 1984), ledamot av Comite internationale de l'inspection technique automobile (CITA) 1970–1984 (ordförande från 1979), ledamot av fullmäktige för Sveriges mekanstandardisering 1975–1985 samt ordförande för SMS-bilstandardisering 1975–1985.
Han ligger begraven på Skogskyrkogården i Stockholm.